# ロサンゼルス鉄道

ロサンゼルス鉄道 (Yellow Cars)路線図
(interactive version)

ロサンゼルス鉄道（ Yellow Cars, LARy,  後に ロサンゼルス・トランジット・ライン）は、1901年から1963年までカリフォルニア州ロサンゼルス中央部とその周辺地域で運転していた路面電車であった。2路線のケーブルカーを除き、1067 mmの軌間であった。 同社は、ロサンゼルスの広範囲を営業エリアとしていたパシフィック電鉄（Red Cars）より多くの乗客を運んだ。 両社は、ホーソン・ブルバードに沿ってメインストリートと4番ストリートにてデュアルゲージ（1,435mm/1,067mm）で軌道を共有していた。

## 沿革

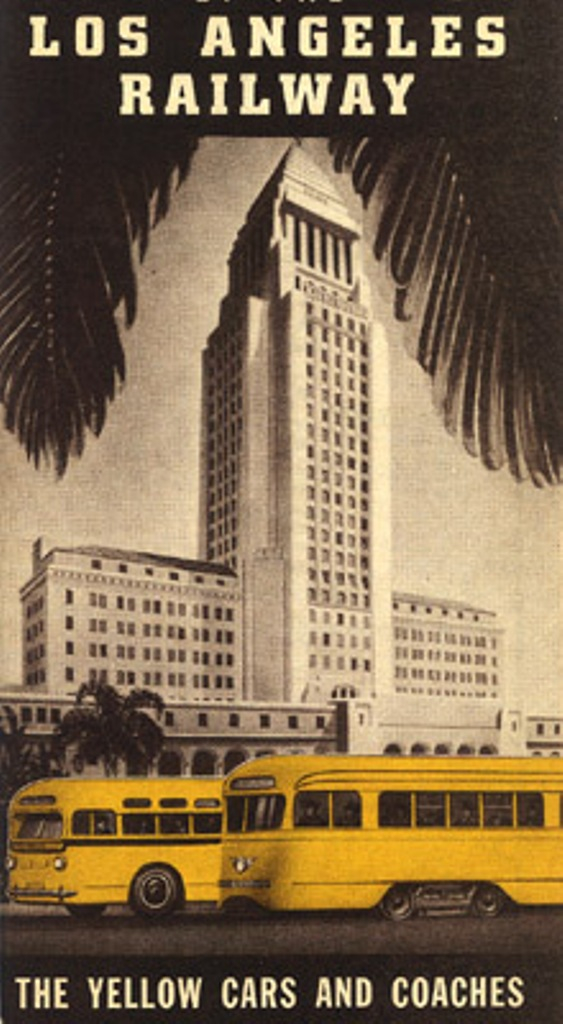
1942年の広告ポスター。背景の建物はロサンゼルス市庁舎

### 創業時
ロサンゼルス鉄道は、鉄道王でもあり不動産王でもあるヘンリー・E. ハンティントンに1898年に買収され、1901年に運転を開始した。最盛期には、20以上の路線や1,250両の車両を有し、ロサンゼルスの中心部を走り、エコーパーク、 ウェストレイク、 ハンコックパーク、 博覧会公園、 西アダムス、 クレンショー地区、 ヴァーノン、 ボイルハイツ、リンカーンハイツのようなロサンゼルスの近隣地域にまで営業圏とした。

### 衰退
1945年にハンティントンの相続人は、全米の交通システムを買収していたナショナル・シティラインに売却した。ナショナルシティラインは、ファイアストン 、 カリフォルニアのスタンダード·オイル（現シェブロン）とゼネラルモーターズを含む投資家と共に、ローカル輸送会社へのバスおよび関連製品の販売を独占する共謀で、有罪判決を受けた。その事件は、アメリカ路面電車スキャンダルとして知られるようになった。 ナショナルシティラインは、カリフォルニア北部で路面電車を運営していたキー・システムを翌年買収していた。
同社はロサンゼルス・トランジット・ラインに改名された。新会社は、ブリルのトロリーバスを新たに40両導入した。その車両は、元々、キー・システムがオークランドにてトロリーバスを行おうとしていたものだったが、1948年、ナショナルシティラインによりバスに転換された。
多くの路線は1940年代後半から1950年代初頭にかけてバスに転換された。

### 公有化・廃止へ
最後まで存続していた路線は、1958年にパシフィック電鉄の存続部とともにロサンゼルス都市圏交通局 （現在のロサンゼルス郡都市圏交通局の前身）に引き継がれた。交通局は1963年3月31日にディーゼルバスに転換することにより、残りの5つの路面電車線（J線、P線、R線、S線、V線）と2つのトロリーバス路線（2号線と3号線）を廃止した。

## 復活計画
2011年5月に、 ロサンゼルス郡都市交通局 、ロサンゼルス市、その関係者らは、ダウンタウンの路面電車の復活の可能性を判別するための研究や市民集会を実施し始めた。路面電車の復活の運動により、ロサンゼルスのダウンタウンの歴史的中心街の支援をさらに活性化させ、人々をプロジェクト研究領域内の雇用センター、商店街、市民の資源、文化施設、歴史的建造物や娯楽施設に結びついた。 路面電車の復活は、ロサンゼルスの繁華街で発生した全体的なルネッサンスを高めると予想される。

## 廃止前の路線一覧

1921年以降の路線図

- 2号線 - エコーパークのランパートエリアからモンテシトハイツ行き； ベルモントアベニュー、ロマドライブ、3番ストリート、フラワーストリート、5番ストリート、ブロードウェイ、パサディナアベニュー、アベニュー26、グリフィンアベニュー経由。
- 3号線 - スキッド·ロウからハリウッド行き； 5番街、6番街、プライベートROW、3番ストリート、ラーチモント大通り経由
- 5号線 - ホーソーンからイーグルロック行き； ホーソン大通り、マーケットストリート、レドンド·ブルバード（後フィレンツェアベニュー）を平行、プライベートROW、 クレンショー大通り、レイマート大通り（中央分離帯に専用軌道）、 サンタバーバラアベニュー 、グランドアベニュー、 ジェファーソンストリート 、メインストリート、ブロードウェイ、パサディナアベニュー、 アベニュー20 、 フィゲロアストリート、サイプレスアベニュー、イーグルロック大通り、コロラド大通りを経由
- 7号線 - 南ロサンゼルスからロサンゼルスプラザ歴史地区行き； ブロードウェイ、メインストリート 、スプリングストリートを経由
- 8号線 - レイマート・パークからロサンゼルスプラザ歴史地区行き；54番ストリート、ブロードウェイ、メインストリートとスプリングストリートを経由
- 9号線 - レイマート・パークから問屋街行き； 48番ストリート、フーバーストリート、グランドアベニュー、 ピコ大通り 、ブロードウェイ、そして2番ストリートを経由
- 10号線 -レイマート・パークからリンカーンハイツ行き；ヴァーノンアベニュー、ダルトンアベニュー、マーティン·ルーサー·キング·ブルバード、グランド、ピコ大通り、ブロードウェイ、リンカーンパークアベニューを経由
- A線 - ミッドシティからエコーパーク行き ;アダムス大通り、ケンジントンストリート、ヴェネツィア大通り 、ブロードウェイ、 テンプルストリート 、エッジウェアロード、ダグラスストリートを経由。
- B線 - ネヴィンからシティテラス行き；アスコットアベニュー、フーパーアベニュー、12番通り、メインストリート、ブルックリンアベニュー、エバーグリーンアベニュー、ウォバシュアベニュー、シティテラスドライブを経由。
- D線 - ウェストレイクからスキッド・ロウ行き；ボニーブレイストリート、3番ストリート、アルバラードストリート、6番ストリートと5番ストリートを経由。
- F線 - アテネからボイルハイツ行き； バーモントアベニュー、フーバーストリート、サンタバーバラアベニュー、グランドアベニュー 、 ジェファーソンストリート 、メインストリート、3番ストリート、4番広場、4番ストリート、フレズノストリートを経由。
- G線 - ネヴィンからサウスパーク行き；マッキンリーアベニュー、ジェファーソン大通り 、グリフィスアベニュー、ワシントン大通り、メインストリートを経由
- H線 -南ロサンゼルスから東ハリウッド行き；サンペドロストリート 、7番ストリート、ブロードウェイ、6番ストリート、ランパート大街、ビバリー大通り、ヘリオトロープドライブ、メルローズアベニューを経由
- J線 -ジェファーソンパークからハンチントンパーク行き；ジェファーソン大通り、センターストリート、ヴァーノンアベニュー、パシフィック大通りを経由
- K線 -ネヴィンからウスパーク行き；ナオミ・アベニュー、オリンピック大通りを経由
- L線 -東ハリウッドからミッドシティ行き；レキシントンアベニュー、マディソンアベニュー、テンプルストリート、ブロードウェイ、オリンピック大通りを経由
- N線 - コリアタウンからサウスパーク行き；8番ストリートと9番ストリートを経由
- O線 -南ロサンゼルスからリンカーンハイツ行き； メインストリートを経由
- P線 -ミッドシティからシティテラス行き；ピコ大通り 、メインストリート、1番ストリート、ゲージアベニュー、ハメルストリート、レコードアベニューを経由
- R線 -ハンコックパークから東ロサンゼルス行き；3番ストリート、バーモントアベニュー、7番ストリート、ボイルアベニュー、ホイッタ大通りを経由
- S線 - ワッツから東ハリウッド行き；センターストリート、フィレンツェアベニュー、 アヴァロン大通り、ヴァーノンアベニュー、バーモントストリート、3番ストリート、西アベニューを経由
- U線 -ネヴィンから西アダムス行き；センターストリート、ジェファーソン大通り、バーモントストリート、27番ストリートを経由
- V線 -ネヴィンから東ハリウッド行き；サンタフェ・アベニュー、7番ストリート、バーモント通りを経由
- W線 -ミッドシティからハイランドパーク行き；ワシントン大通り、フィゲロアストリート、6番ストリート、ブロードウェイ、アベニュー20、フィゲロアストリートとヨークストリートを経由

### ケーブルカー
ロサンゼルス鉄道はまた、2路線の短距離のケーブルカーを運行していた：
- 「エンジェルス・フライト（英語版）」で「丘駅」と「オリーブ駅」を結んでいた。施設は移設の上で現存し動態保存が行われている。一時期運休状態にあったが[4]、2017年、映画ラ・ラ・ランドをきっかけに運行が再開された。
- 「コート・フライト 」[5]で、「ブリードウェイ駅」と「丘駅」を結んでいた。

## ギャラリー

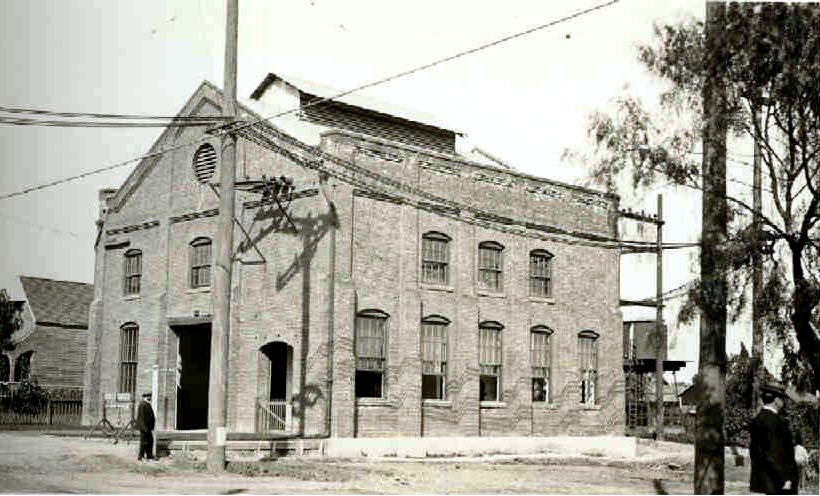
ロサンゼルス鉄道のサトーストリートにあったシルカ駅,1913年
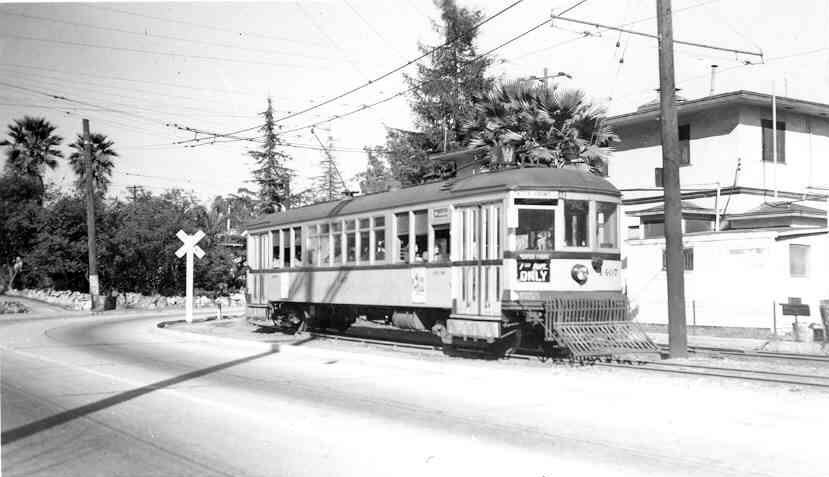
ロサンゼルス鉄道車両No.1407
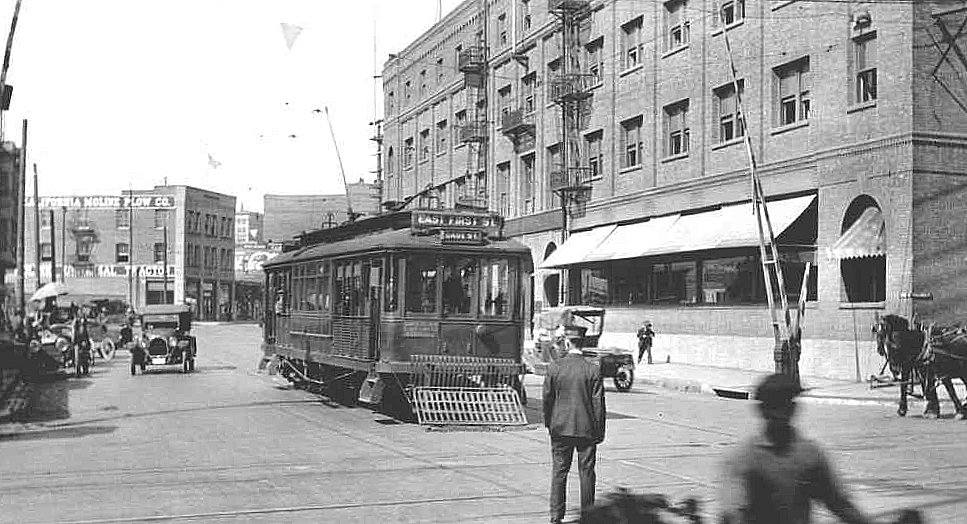
アラメダストリートと1番ストリートとの交差点でのP線の車両
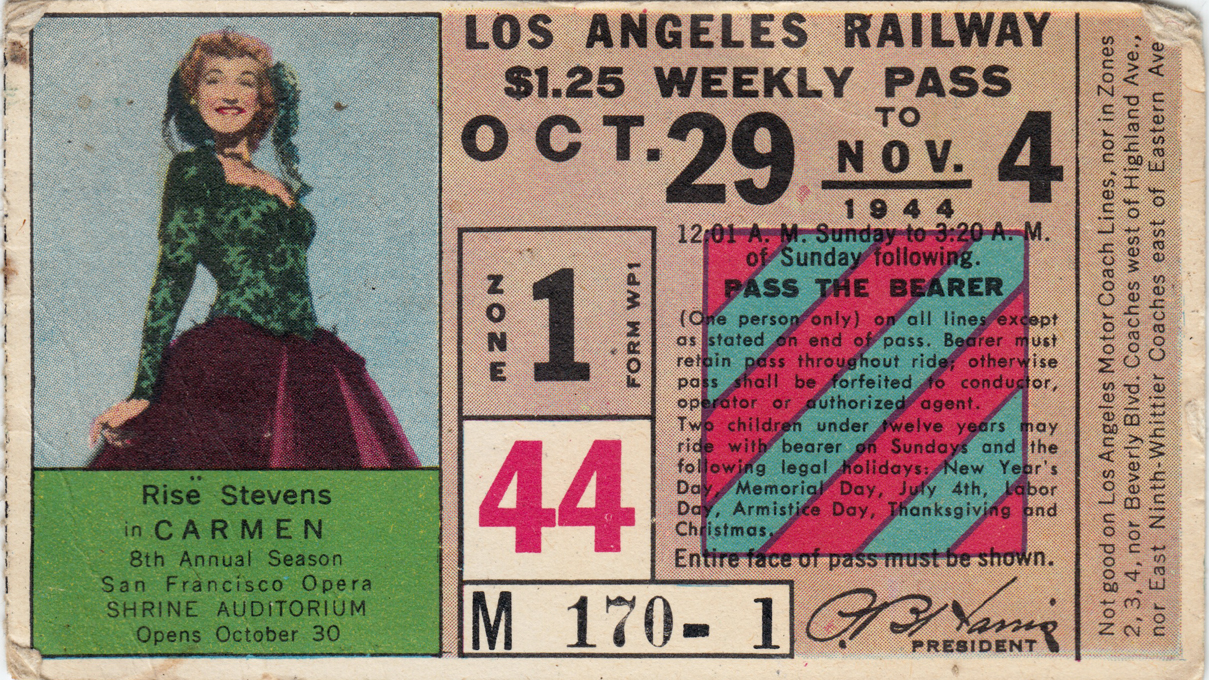
Weekly Pass（1944年10月29日から11月4日）
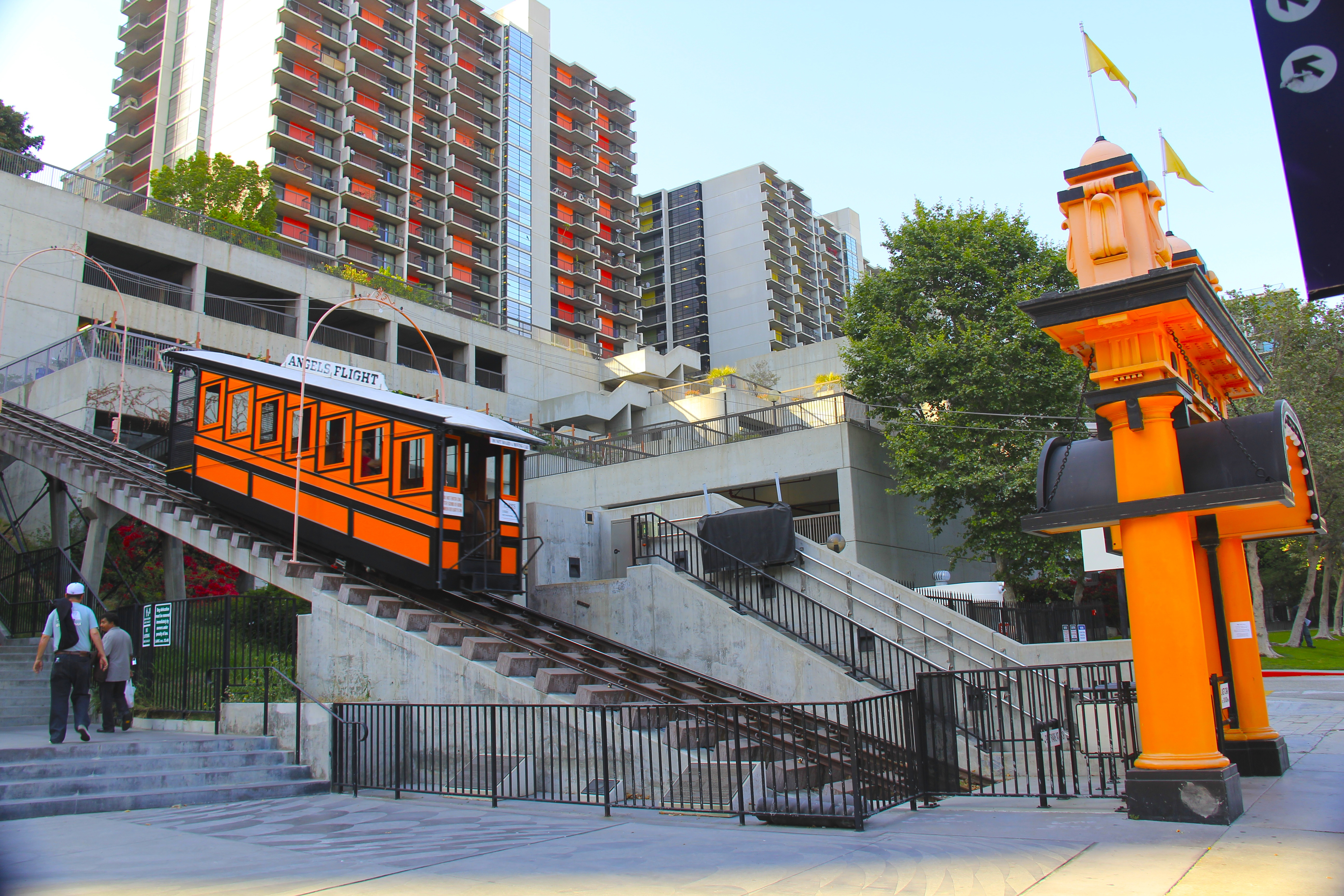
動態保存時のエンジェルス・フライト（2012年5月20日）

## 参考書籍
- Walker, Jim (1977). The Yellow Cars of Los Angeles. Glendale, CA: Interurban Press. ISBN 0-916374-25-4